# İlham Məmmədov
İlham Məmmədov (englisch Ilham Mamedov; * 1. Januar 1970) ist ein ehemaliger aserbaidschanischer Fußballspieler.

## Werdegang
Der Mittelfeldspieler İlham Məmmədov begann seine Karriere beim PFK Turan Tovuz und wechselte 1995 zu Neftçi Baku. Mit Baku wurde er zweimal aserbaidschanischer Meister und einmal Pokalsieger. Im Sommer 1997 folgte der Wechsel zum PFK Kəpəz, mit dem er einmal Meister und zweimal Pokalsieger wurde. In der Saison 1997/98 kehrte Məmmədov zu Neftçi Baku zurück, bevor er nach Deutschland übersiedelte. Er spielte in der Saison 1999/2000 für den FSV Salmrohr in der Oberliga Südwest und in der folgenden Saison für den Regionalligisten Eintracht Trier. Da er bei beiden Stationen nur selten zum Einsatz kam, wechselte er im Sommer 2001 zum VfB Fichte Bielefeld, der gerade in die Oberliga Westfalen aufgestiegen war. Nach sechs Jahren beim VfB Fichte wechselte Məmmədov im Sommer 2006 nach Fichtes Abstieg zum Lokalrivalen TuS Dornberg. Später war er noch für den FC Türk Sport Bielefeld aktiv, wo er im März 2009 zu einer mehrjährigen Sperre verurteilt wurde, nachdem er den Schiedsrichter bespuckt hatte. Anfang der 2010er Jahre ließ er seine Karriere beim SC Hicret Bielefeld ausklingen.

## Erfolge
- Aserbaidschanischer Meister: 1996, 1997, 1998
- Aserbaidschanischer Pokalsieger: 1996, 1998, 1999